# Post

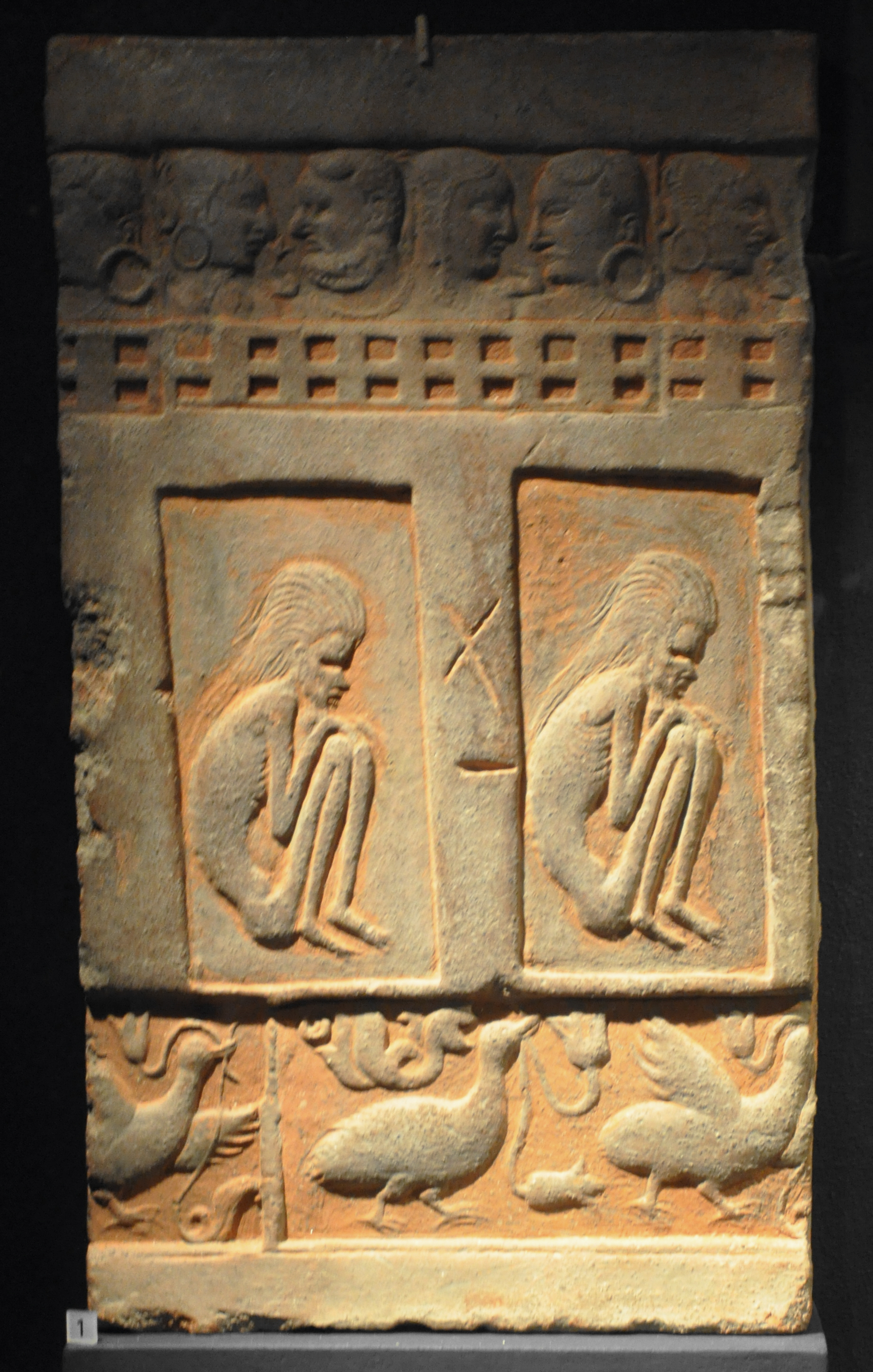
Poszczący asceci, terakotowy panel ścienny z Kaszmiru, V wiek, Muzeum Linden w Stuttgarcie

Post – dobrowolne całkowite powstrzymanie się od jedzenia lub od spożywania pewnych rodzajów pokarmów (np. mięsa) przez określony czas. Pości się przede wszystkim z przyczyn religijnych.

## Post wchrześcijaństwie

### Praktyki postne wprawosławiu
Postrzegając osobę człowieka jako jedność ciała i duszy, Kościół prawosławny nalega na to, iż ciało musi być kształtowane i utrzymywane w dyscyplinie tak samo jak dusza. Stąd prawosławny kalendarz liturgiczny poprzetykany jest dłuższymi lub krótszymi okresami postu, występującymi zwłaszcza przed dużymi świętami.
W ciągu roku liturgicznego pojawiają cztery główne okresy długiego postu:
- Post Filipowy (przed świętem Bożego Narodzenia) – trwa czterdzieści dni, od 14 listopada do 24 grudnia według kalendarza gregoriańskiego (27.11–06.01 według kalendarza juliańskiego).
- Wielki post – rozpoczyna się w poniedziałek po Niedzieli przebaczenia win (Niedziela Seropustna), siedem tygodni przed świętem Paschy.
- Post Piotrowy – rozpoczyna się w poniedziałek, osiem dni po święcie Pięćdziesiątnicy, a kończy się 28 czerwca (11.07), w wigilię święta apostołów Piotra i Pawła; w zależności od daty świętowania Paschy, czas jego trwania waha się od jednego do sześciu tygodni.
- Post Uspieński (przed świętem Zaśnięcia Bogarodzicy) – trwa dwa tygodnie, od 1 do 14 sierpnia (14.08–27.08).

Oprócz tych czterech głównych okresów dniami postnymi są wszystkie środy (na pamiątkę zdradzenia Chrystusa przez Judasza) i piątki (dzień męki i śmierci Chrystusa na Krzyżu), a w niektórych monasterach również poniedziałki, z wyjątkiem okresu pomiędzy Bożym Narodzeniem a Epifanią, tygodni: Paschalnego i po święcie Pięćdziesiątnicy.
Dniami postu są również święta Podwyższenia Krzyża Świętego – 14 września (27.09 według kalendarza gregoriańskiego), Ścięcia głowy św. Jana Chrzciciela – 29 sierpnia (11.09) oraz wigilia Epifanii – 5 stycznia (18.01.) Wszystkie posty jednodniowe są postami ścisłymi, z wyjątkiem:
- jeżeli święto Bożego Narodzenia i Chrztu Pańskiego przypada na środę lub piątek, to post w tych dniach nie jest przestrzegany;
- jeżeli święto Spotkania Pańskiego – 2 lutego (15.02 według kalendarza gregoriańskiego), Przemienienia Pańskiego – 6 sierpnia (19.08), Zaśnięcia Bogarodzicy – 15 sierpnia (28.08), Narodzenia Bogarodzicy – 8 września (21.09), Opieki Bogarodzicy (Pokrowy) – 1 października (14.10), Wprowadzenia Bogarodzicy do Świątyni – 21 listopada (04.12), Narodziny św. Jana Chrzciciela – 24 czerwca (07.07), świętych apostołów Piotra i Pawła – 29 czerwca (12.07) i Jana Teologa – 8 maja (21.05) przypadają na środę bądź piątek, wówczas dozwolone jest spożywanie ryb;
- w okresie od Paschy do Pięćdziesiątnicy (tj. 50 dni po święcie Zmartwychwstania) w środy i w piątki również można spożywać ryby.

### Praktyki postne wKościele rzymskokatolickim

#### Post według Kodeksu Prawa Kanonicznego z 1917 roku
W tradycyjnym katolicyzmie według Kodeksu Prawa Kanonicznego z 1917 roku wyróżniano następujące rodzaje postów: jakościowy, ilościowy i ścisły oraz post eucharystyczny.
- Post jakościowy – polegający na powstrzymywaniu się od spożywania mięsa i wywaru z mięsa. Natomiast nie zabrania się spożywania jaj, nabiału, przypraw i tłuszczów zwierzęcych. „Can. 1250. Abstinentiae lex vetat carne iureque ex carne vesci, non autem ovis, lacticiniis et quibuslibet condimentis etiam ex adipe animalium.” Obowiązuje we wszystkie piątki. „Can. 1252. § 1. Lex solius abstinentiae servanda est singulis sextis feriis.”

- Post ilościowy – polegający na ograniczeniu posiłków do jednego do syta dziennie. Natomiast nie zabrania się skromnych posiłków: porannego i wieczornego. Nie jest zabronione spożywanie mięsa i ryb. Można łączyć posiłek południowy z wieczornym. „Can. 1251. § 1. Lex ieiunii praescribit ut nonnisi unica per diem comestio fiat; sed non vetat aliquid cibi mane et vespere sumere, servata tamen circa ciborum quantitatem et qualitatem probata locorum consuetudine.” Obowiązuje we wszystkie poniedziałki, wtorki, środy i czwartki Wielkiego Postu (z wyjątkiem środy popielcowej i suchodniowej, kiedy obowiązuje post ścisły). „Can. 1251. § 3. Lex solius ieiunii servanda est reliquis omnibus Quadragesimae diebus.”

- Post ścisły – łączący oba posty w jeden. Obowiązuje w środę popielcową, piątki i soboty Wielkiego Postu, w Suche Dni, w wigilię Zielonych Świąt i Bożego Narodzenia, oraz w wigilię Wniebowzięcia Najświętszej Maryi Panny (14 sierpnia) i w wigilię święta Wszystkich Świętych[1]. „Can. 1252 § 2. Lex abstinentiae simul et ieiunii servanda est feria quarta Cinerum, feriis sextis et sabbatis Quadragesimae et feriis Quatuor Temporum, pervigiliis Pentecostes, Deiparae in caelum assumptae, Omnium Sanctorum et Nativitatis Domini.”

- Post eucharystyczny[4] – polegający na niespożywaniu żadnych posiłków od północy do czasu przyjęcia Najświętszej Eucharystii. „Can. 858. § 1. Qui a media nocte ieiunium naturale non servaverit, nequit ad sanctissimam Eucharistiam admitti, nisi mortis urgeat periculum, aut necessitas impediendi irreverentiam in sacramentum.”

#### Post według  Kodeksu Prawa Kanonicznego z 1983 roku
Obecnie według Kodeksu Prawa Kanonicznego z 1983 roku nie ma wyraźnego podziału na post jakościowy i post ilościowy.
W praktyce wyróżnia się trzy główne rodzaje postów:
- Post ścisły – obowiązuje w Kościele łacińskim (rzymskim), także w Polsce, w Środę Popielcową oraz w Wielki Piątek. Polega na powstrzymaniu się od spożywania mięsa i pokarmów mięsnych oraz ograniczeniu posiłków. Post polegający na powstrzymywaniu się od spożywania mięsa i pokarmów mięsnych oraz ograniczeniu posiłków obowiązuje wszystkich od 18. roku życia do rozpoczęcia 60. roku życia (jeden posiłek do syta w ciągu dnia); wstrzemięźliwość od pokarmów mięsnych w Środę Popielcową i w Wielki Piątek obowiązuje od 14. roku życia do końca życia. Konferencje Episkopatu i ordynariusze mają prawo przez własne zarządzenia określać szczegóły zachowania postu. W Polsce post oznacza spożycie w ciągu dnia jednego posiłku do syta i dwóch lekkich. Zasady postu w Polsce określa Kodeks prawa kanonicznego:
„Prawem o wstrzemięźliwości są związane osoby, które ukończyły czternasty rok życia, prawem zaś o poście są związane wszystkie osoby pełnoletnie, aż do rozpoczęcia sześćdziesiątego roku życia. Duszpasterze oraz rodzice winni zatroszczyć się o to, ażeby również ci, którzy z racji młodszego wieku nie są związani jeszcze prawem postu i wstrzemięźliwości, byli wprowadzeni w autentyczny duch pokuty” (kan. 1252).
- Wstrzemięźliwość od pokarmów mięsnych – obowiązująca m.in. w Polsce, polega na powstrzymaniu się od spożycia mięsa i pokarmów mięsnych we wszystkie piątki całego roku (z wyjątkiem uroczystości, czyli dni liturgicznych najwyższej rangi), a także w Środę Popielcową i Wielki Piątek (osoby pełnoletnie do rozpoczęcia 60. roku życia obowiązuje w Środę Popielcową i Wielki Piątek post ścisły) dla wszystkich od 14. roku życia do końca życia. W Liście Episkopatu Polski na temat przykazań kościelnych z 2003 r. polscy biskupi piszą także[5]: „Zachęcamy też, zgodnie z postanowieniem II Polskiego Synodu Plenarnego, do zachowania wstrzemięźliwości od pokarmów mięsnych w Wigilię Bożego Narodzenia, ze względu na wyjątkowy charakter tego dnia w Polsce.” W Wielką Sobotę, po liturgii piątkowej, post jest dalej kontynuowany w Kościele. Nazywa się go tradycyjnie paschalnym. Zgodnie z tradycją powstrzymujemy się tego dnia od pokarmów mięsnych, nie jest to jednak post narzucony przez prawo kanoniczne. Dlatego post paschalny w Wielką Sobotę (trwający do Wigilii Paschalnej) nie jest obowiązkiem, ale jest przez Kościół bardzo zalecany i zgodny z wymową liturgii Triduum Paschalnego[6]. Z przestrzegania wstrzemięźliwości (na mocy dyspensy Prymasa Polski) zwolnione są osoby stołujące się w zakładach zbiorowego żywienia, w których nie są przestrzegane kościelne przepisy postne, i ci, którzy nie mają możliwości czynienia wyboru potraw, a muszą spożywać to, co jest dostępne. Dyspensa ta nie dotyczy Wielkiego Piątku i Środy Popielcowej oraz Wigilii Bożego Narodzenia[7]. Wierni korzystający z tej dyspensy winni zastępczo pomodlić się w intencjach Ojca Świętego i złożyć ofiarę do skarbonki „Jałmużna postna” lub spełnić inny uczynek miłosierdzia. W szczególnych przypadkach, ze słusznych powodów, dyspensy od zachowania wstrzemięźliwości może udzielić proboszcz własny bądź miejsca poszczególnym wiernym, rodzinom lub grupom wiernych, nakładając wówczas formę zadośćuczynienia do wypełnienia przez wiernych, np. jałmużnę albo modlitwę w intencjach Kościoła.

Osoby podróżujące statkiem nie podlegają obowiązkowi wstrzemięźliwości i postu, o którym mowa w kan. 1251.
- Post Eucharystyczny[4] – powstrzymanie się od spożycia pokarmów i picia (z wyjątkiem wody i lekarstwa) na godzinę przed przyjęciem Komunii Świętej. Obowiązuje wszystkich przystępujących do Komunii Świętej, z wyjątkiem chorych i ich opiekunów oraz kapłanów, którzy celebrują lub koncelebrują Mszę po raz kolejny w danym dniu. Post Eucharystyczny jest nakazany, o czym mówią następujące przepisy prawa kanonicznego:
„Przystępujący do Najświętszej Eucharystii powinien przynajmniej na godzinę przed przyjęciem Komunii świętej powstrzymać się od jakiegokolwiek pokarmu i napoju, z wyjątkiem tylko wody i lekarstwa” (Kan. 919 § 1).” „Kapłan, który tego samego dnia sprawuje dwa lub trzy razy Najświętszą Eucharystię, może przed drugim lub trzecim sprawowaniem coś spożyć, chociażby nie zachodziła przerwa jednej godziny.” (Kan. 919 § 2).” „Osoby w podeszłym wieku lub złożone jakąś chorobą, jak również ci, którzy się nimi opiekują, mogą przyjąć Najświętszą Eucharystię, chociażby coś spożyli w ciągu godziny poprzedzającej” (Kan. 919 § 3).”

Postem nazywa się również dobrowolnie podejmowane przez wiernych postanowienia odmawiania sobie określonych przyjemności czy też pewnych rodzajów jedzenia, albo ograniczania jego ilości.
Według oficjalnej wykładni IV przykazania kościelnego, w przypadku uzasadnionej niemożliwości zachowania postu w piątek chrześcijanin może podjąć inne formy pokuty.
Po wprowadzeniu nowego Kodeksu nastąpiło złagodzenie wymogów dotyczących postów. Nie ma w nowym Prawie nakazu postu w Wigilię Bożego Narodzenia, ale dekret Prymasa Polski zaleca zachowanie postu w ten dzień. Również zniesiony jest post w wigilię Zielonych Świąt i wigilię Wniebowzięcia Najświętszej Maryi Panny (14 sierpnia) oraz w wigilię święta Wszystkich Świętych. Post w Suche Dni został zniesiony. Według nowego Kodeksu Prawa Kanonicznego niezachowanie postu w Wigilię Bożego Narodzenia nie jest grzechem i nie łamie żadnego z przykazań.

### Praktyki postne wprotestantyzmie
Praktyka postu, rozumiana jako wstrzymywanie się na pewien czas od określonych potraw lub napoju, jest raczej wtórna wobec biblijnego rozumienia tego pojęcia. Pan Bóg stwierdza: „Lecz to jest post, w którym mam upodobanie: że się rozwiązuje bezprawne więzy, że się zrywa powrozy jarzma, wypuszcza na wolność uciśnionych i łamie wszelkie jarzmo, że podzielisz twój chleb z głodnym i biednych bezdomnych przyjmiesz do domu, gdy zobaczysz nagiego, przyodziejesz go, a od swojego współbrata nie obrócisz się” (Księga Izajasza, r. 58., ww. 6 i 7). Post w Kościele ewangelickim ma zatem przede wszystkim postać etycznej postawy wobec drugiego człowieka. Właśnie czas pasyjny, poprzez skupienie, modlitwę i koncentrację na Słowie Bożym, ma umożliwić wierzącym weryfikację postaw, naprawę wyrządzonych innym szkód, wejrzenie w siebie, podjęcie zobowiązania życia na co dzień według wskazań Biblii. W niektórych regionach kraju (co wynika z tradycji historycznych bądź rodzinnych) praktykuje się post również jako pewną wstrzemięźliwość wobec napoju i jedzenia. Wśród młodego pokolenia coraz częściej upowszechnia się zwyczaj rezygnowania w czasie pasyjnym nie tylko z rozrywki, o czym była mowa wcześniej, lecz także na przykład z używek – kawy, herbaty, oglądania telewizji, jedzenia słodyczy itp. Zaoszczędzone w ten sposób pieniądze często trafiają do tzw. skarbonek diakonii, wystawianych w parafiach, z których dochód jest przeznaczany przez Kościół na cele charytatywne, m.in. na prowadzenie domów opieki, a zatem w duchu cytowanego wyżej Słowa Bożego.
W środowiskach ewangelikalnych post rozumie się głównie jako proste powstrzymanie się od jedzenia czegokolwiek na co najmniej jeden dzień, a czasem i na więcej. Zwykle zaczyna się go wieczorem i kończy wieczorem. Niekiedy w czasie jego trwania poszczący decyduje się również na powstrzymanie się od przyjmowania napojów, a czasami, szczególnie gdy post trwa więcej niż jeden dzień, dopuszcza picie wody. Czas trwania i forma zależne są wyłącznie od samego poszczącego. W środowiskach tych post nie ma nic wspólnego z jakąkolwiek tradycją czy liturgią, a jest raczej sposobem modlitwy. Poprzez post wyrażana jest głównie zupełna zależność od Boga. Post praktykowany jest zgodnie z Pismem Świętym, równolegle z intensywną modlitwą w jakiejś intencji (II Księga Kronik 20:3; Księga Ezdrasza 8:21; II Księga Samuela 12:22), pokutą (Księga Jonasza 3:5) oraz w związku z rozpoczęciem służby dla Boga (Ewangelia Mateusza 4:2; Dzieje Apostolskie 13:2). Integralnymi elementami postu jest powstrzymywanie się od świeckich rozmów, oglądania telewizji, załatwiania własnych interesów (Księga Izajasza, r. 58) oraz seksu małżeńskiego (I List do Koryntian 7:5; patrz werset w przekładzie Biblii Gdańskiej). Praktyka ta nie należy do sfery dobrych uczynków, ale do sfery pobożności związanej z życiem modlitewnym i w swej wewnętrznej naturze jest podobna do praktyki oddawania dziesięciny na służbę Pańską czy święceniem Dnia Pańskiego – chrześcijańskiego szabatu, gdyż wierzący w przypadku każdej z nich kieruje się podobną zasadą – rezygnacją z tego, co własne, co tu i teraz i słusznie mu się należy, ze względu na dobro duchowe, które nie jest fizycznie widoczne. W większości środowisk ewangelikalnych praktyki te nie są wymagane, gdyż nie wymaga ich literalnie Nowy Testament, natomiast zbory są o nich nauczane.

### Praktyki postne w mariawityzmie
Post we wspólnotach mariawickich opiera się głównie na nauce Kościoła katolickiego z początku XX wieku oraz na liście pasterskim arcybiskupa Jana Marii Michała Kowalskiego z dnia 5 marca 1933 roku. Autor listu postawił granice fałszywej religijności i obłudnej pobożności. Arcybiskup podkreślił, że post ludzi jest miły Bogu, ale nie może to być post formalny, polegający wyłącznie na wstrzymaniu się od jedzenia mięsa lub tłuszczów zwierzęcych. Nie zabraniając wiernym praktykowania postu na dotychczasowych zasadach, czyli wykluczeniu lub ograniczeniu spożycia mięsa, arcybiskup Kowalski mocno podkreślił konieczność materialnego udokumentowania przed Bogiem faktu poszczenia. Wierzący ma pościć nie na pokaz, ale w cichości ducha. Arcybiskup w tym liście wykazał, że spożywanie potraw uznanych za postne (na przykład ryb) nie wypełnia jeszcze wymogów postu. Delektowanie się przez ludzi zamożnych w dniach postnych luksusowym jedzeniem postnym (wyszukane ryby, kawior, owoce morza i im podobne) jest faktycznie obejściem postu. Nie ma bowiem w tym zastąpieniu potraw mięsnych artykułami luksusowymi elementu wyrzeczenia i ograniczenia, co stanowi o istocie umartwienia. Jest dla odmiany obłudą, która potępia zjedzenie przez ubogiego w dniu postu przypadkowo otrzymanego mięsa, a dozwala bogatemu delektować się wyszukanymi potrawami rybnymi lub jarskimi. Według mariawitów rzeczywisty post to powstrzymanie się od zbytków w pokarmach i napojach (jakości i ilości), zaspokojenie podstawowych funkcji organizmu pokarmem prostym, a wszelkie oszczędzone w ten sposób środki pieniężne winny być ofiarowane biednym lub instytucjom charytatywnym.
Kościół Starokatolicki Mariawitów zaleca swoim wyznawcom praktykowanie postu w środy i piątki, zwłaszcza w okresie wielkiego postu i adwentu. Wierni powinni wstrzymywać się od spożywania pokarmów trzy godziny przed przyjęciem Komunii Świętej. Duchownych obowiązuje wstrzemięźliwość od pokarmów mięsnych w wigilię świąt Maryjnych.

### Wyznania niewymagające postu
- Świadkowie Jehowy[12]

## Praktyki postne wislamie
Dla muzułmanów główny post trwa miesiąc (księżycowy) podczas Ramadanu i polega na powstrzymywaniu się od pokarmów i płynów od wschodu do zachodu słońca.
Celem postu jest oczyszczenie ciała na przyjęcie ducha pobożności i sprawiedliwości. To czas obrachunku i refleksji.

## Post w judaizmie
Post w judaizmie (hebr. taanit, com) można podzielić na posty dotyczące wszystkich wyznawców oraz posty indywidualne.
Posty dotyczące wszystkich wyznawców obowiązują podczas świąt Jom Kipur, w przeddzień świąt Pesach oraz Purim oraz podczas rocznic tragicznych wydarzeń, tj. Tisza be-Aw czy com Gedali. Post w Jom Kipur oraz Tisza be-Aw trwa 24 godziny, od zachodu słońca do zachodu w dniu następnym. Przed Purim oraz Pesach pości się od wschodu do zachodu słońca.
Podczas szabatu nie powinno się pościć, a w pewnych grupach post tego dnia jest surowo zabroniony. Jeżeli jednak post wypada w piątek wieczorem bądź w sobotę to przesuwa się go na niedzielę. Wyjątek stanowi jedynie post przed świętem Purim, kiedy przesuwa się go na czwartek poprzedzający święto oraz Jom Kipur, kiedy jest on przestrzegany, nawet jeżeli wypadnie w szabat.
Posty indywidualne obchodzone są głównie w gronie rodzinnym. Przestrzegać powinny ich dzieci w rocznicę śmierci rodziców oraz młoda para podczas własnego ślubu.

## Post w hinduizmie
Tradycja nakazuje zachować post w ekadaśi, jedenasty dzień miesiąca księżycowego.

## Krytyka postu
Krytycznie na temat postu wypowiadali się: Erazm z Rotterdamu, Jan Kalwin i Tallemant des Réaux. Chrześcijańscy humaniści i protestanci uznawali go za przejaw wiary powierzchownej i dwulicowej.